# Ocotea euvenosa
Ocotea euvenosa är en lagerväxtart som beskrevs av Cyrus Longworth Lundell. Ocotea euvenosa ingår i släktet Ocotea och familjen lagerväxter. Inga underarter finns listade i Catalogue of Life.